# Alopoglossus andeanus
Alopoglossus andeanus — вид ящірок родини Alopoglossidae. Ендемік Перу. Раніше вважався конспецифічним з Alopoglossus angulatus, однак за результатами молекулярно-генетичного дослідження, яке показало, що цей вид є насправді видовим комплексом, був визнаний окремим видом.

## Поширення і екологія
Alopoglossus amazonius мешкають на крайньому південному заході Амазонії, в перуанських регіонах Пуно і Мадре-де-Дьйос, у верхів'ях річки Мадре-де-Дьйос. Вони живуть у вологих тропічних лісах, на висоті від 250 до 760 м над рівнем моря.